# Жданко Ірина Олександрівна
Ірина Олександрівна Жданко (9 вересня 1905, Санкт-Петербург — 1999 рр.) — український живописець і графік, майстер декоративно-прикладного мистецтва.

## Життєпис

### Навчання і студентські роки
Протягом 1920—1927 рр. навчалась в Київському художньому інституті в майстерні монументального живопису. Вчителем Ірини Жданко на той час був Лев Юрійович Крамаренко, який в подальшому став її чоловіком. Після закінчення інституту Ірина вступає в Спілку сучасних художників України і вже в 1924 р. вона дебютує на Професійній художній виставці в Києві, що була організована Секцією образотворчого мистецтва Всеукраїнського союзу працівників мистецтв. Також вона була активною учасницею міських, республіканських, всесоюзних і зарубіжних художніх виставок.

## Творчість
Своє мистецьке середовище Ірина Олександрівна розділяла з відомими митцями, зокрема з Казимиром Малевичем, Татліним, Богомазовим, Фальком тощо. ЇЇ твори — пейзажі, натюрморти, акти, які містять в собі таємницю недомовленності, власне такий ефект спричиняє швидке сновигання плям і світла, що несуть відчуття імовірності і можливості щастя.
Найвідоміші твори Ірини Жданко:
- Старий (1939 р., 51х31, папір, темпера)
- Дружина гончара (1969 р., 53х39, папір, темпера)
- Ніна (1976 р., 66х49, папір, темпера)
- Бейрут. Арабський базар (1957 р., 40х50, папір, темпера, гуаш)